# Jamie Thomas
Jamie Thomas (Dothan (Alabama), 11 oktober 1974) is een Amerikaans professioneel skateboarder.
Toen hij 11 jaar was verhuisde hij met zijn ouders van Alabama naar Florida. Hij moest een manier hebben om naar school te komen en zo is hij begonnen met skateboarden.
In 1996 verliet hij zijn oude sponsor Toy Machine en begon zijn eigen skateboardbedrijfje: Zero Skateboards. In de eerste film Thrill Of It All staat zijn bekende poging van het olliën van de Leap Of Faith centraal. Hij kan zich nu de eerste skateboarder ter wereld noemen die deze twee etages hoge val heeft overleefd zonder botbreuken. Toch bleef het landen een grote droom voor hem. In 2002 wilde hij het nog een keer proberen. Maar de plaats was toen 'onskatebaar' verklaard.
Tegenwoordig zit hij nog steeds bij Zero Skateboards. Hij heeft dit weten uit te breiden tot een van de grootste skateboardfabrikanten ter wereld. Zijn andere sponsors zijn Fallen Footwear and Thunder Trucks.
Hij is tevens de eerste om de LOVE Gap met een succesvolle Frontside 180° (halve draai) te voltooien.